# Jarosław Hrysio
Jarosław Antonowycz Hrysio, ukr. Ярослав Антонович Грисьо (ur. 16 listopada 1950 w Winnikach, w obwodzie lwowskim, Ukraińska SRR) – ukraiński sędzia, trener i funkcjonariusz piłkarski.

## Kariera trenerska
W 1971 roku ukończył Lwowski Państwowy Instytut Kultury Fizycznej. W okresie 1973–1982 jako nauczyciel wychowania fizycznego pracował w Szkole nr 29 we Lwowie. Równolegle trenował zespół amatorski Charczowyk Winniki. W okresie 1983–1990 zajmował stanowisko wicedyrektora, a potem dyrektora Szkoły Piłkarskiej SKA Lwów. Od 1991 do 1993 pełnił funkcje wiceprzewodniczącego, a w 1997 został wybrany na przewodniczącego Federacji Futbolu w obwodzie lwowskim. Od 2000 - członek Komitetu Wykonawczego Federacji Futbolu Ukrainy. Po tym, jak sytuacja finansowa FK Lwów stała krytyczną przejął klub we wrześniu 2011 roku.

## Kariera sędziowska
W 1988 zaczął sędziować mecze Wysszej Ligi ZSSR. Najpierw obsługiwał mecze w roli sędziego liniowego, a 30 lipca 1990 debiutował jako sędzia główny w meczu Dynama Mińsk - Torpedo Moskwa. Sędzia kategorii ogólnokrajowej. Ogółem w ZSRR sędziował 10 meczów w roli arbitra głównego oraz 16 meczów jako sędzia liniowy. Po uzyskaniu niepodległości Ukrainy po dłuższej przerwie rozpoczął sędziowanie meczów. W okresie od 1990 do 1997 jako arbiter główny sędziował około 80 najważniejszych meczów ligowych ZSRR i Ukrainy.
Od 1998 pracował jako inspektor sędziowski meczów Amatorskiej Lihi Ukrainy, od 1999 meczów Druhiej lihi, w latach 2000-2002 meczów Perszej lihi, a od 2003 meczów Wyszczej lihi.

## Sukcesy i odznaczenia

### Odznaczenia
- jubileuszowy medal "20 lat niepodległości Ukrainy": 2011